# Nikolaos Michaloliakos
Nikolaos Michaloliakos, gr. Νίκος Μιχαλολιάκος (ur. w 1957 w Atenach) – grecki polityk nacjonalistyczny, lider i założyciel skrajnie prawicowej, neonazistowskiej partii, uznanej następnie za organizację przestępczą – Złotego Świtu.
Był deputowanym do Parlamentu Grecji IX, X, XI i XII kadencji (w latach 2012–2019), a w latach 2011–2012 także radnym Aten. 14 października 2020 roku został skazany na 13 lat więzienia.

## Wykształcenie
Uczęszczał do Trito Gymnasio Arrenon Atinon. Ukończył studia na wydziale matematyki Uniwersytetu Narodowego im. Kapodistriasa w Atenach.

## Działalność polityczna
W 1973 roku, w wieku 16 lat, po raz pierwszy dołączył do partii politycznej – Partii 4 Sierpnia (gr. Κόμμα 4ης Αυγούστου) prowadzonej przez Konstantinosa Plewrisa, polityka określającego siebie jako "nazista, faszysta, antydemokrata i antysemita" i negującego istnienie Holocaustu. Dołączył także do EOKA 2, paramilitarnej organizacji nacjonalistycznej Greków cypryjskich. Został wówczas po raz pierwszy aresztowany, w czerwcu 1974 roku. Stało się to podczas protestu przed ambasadą brytyjską w Atenach przeciwko stanowisku Wielkiej Brytanii wobec tureckiej inwazji na Cypr.
Ponownie został aresztowany 2 lata później, podczas Bożego Narodzenia w 1976 roku, ze względu na jego uczestnictwo w zakłócaniu pogrzebu policjanta Wangelisa Malliosa. Przebywał wówczas w więzieniu w Korydallos, gdzie poznał osadzonych tam liderów junty czarnych pułkowników. Po zwolnieniu z aresztu dołączył do Ellenikόs Stratόs (greckich sił specjalnych), gdzie służył jako spadochroniarz. W lipcu 1978 został ponownie aresztowany, a rok później skazany na 12 miesięcy więzienia za udział w skrajnie prawicowej grupie terrorystycznej, a także za posiadanie broni i materiałów wybuchowych. W tym samym roku został zwolniony z wojska.
Po wyjściu z więzienia, w grudniu 1980 roku, założył gazetę o nazwie Złoty Świt, pismo miało charakter nazistowski. Obok gazety powstała również organizacja o tej samej nazwie, przyjmująca w swoje szeregi tylko czystych pochodzeniowo Greków i promująca idee narodowego socjalizmu. Już w pierwszych latach istnienia organizacja przeprowadziła naloty na biura lewicowych partii czy ataki na studentów. Michaloliakos dołączył następnie do nacjonalistycznej młodzieżówki Ethniki Politiki Enosis – partii prowadzonej przez Jeorjosa Papadopulosa, greckiego i hitlerowskiego wojskowego. W kwietniu 1984 roku zakończono wydawanie założonego przez niego czasopisma, a we wrześniu tego samego roku został przewodniczącym młodzieżowej organizacji EPE.
W 1993 roku zarejestrował Złoty Świt jako partię polityczną. 21 kwietnia 2004 roku reprezentował Złoty Świt podczas spotkania inaugurującego polityczną koalicję z innymi nacjonalistycznymi partiami.

### Samorząd
W wyborach samorządowych w 2010 roku był kandydatem do rady miejskiej Aten w ramach komitetu Greckiego Świtu (gr. Ελληνική Αυγή). Uzyskał mandat z wynikiem 5,29% (10 222 głosy). Jako radny miejski był szefem klubu Greckiego Świtu dla Aten (gr. Ελληνική Αυγή για την Αθήνα) oraz członkiem Komisji ds. Jakości Życia. Był jednym z bardziej kontrowersyjnych radnych m.in. przywitał innych członków tego gremium salutem rzymskim, a także gdy odniósł się do dziennikarza grożąc mu "połamaniem głowy", a także że "kiedyś on i jego żydowskie dzieci staną się mydłem". Po tych słowach został skazany na 8 miesięcy pozbawienia wolności w zawieszeniu.

### Parlamentaryzm
W przedterminowych wyborach maju 2012 roku był jednym z kandydatów do Parlamentu Hellenów z list Złotego Świtu. Razem z 20 innymi członkami partii uzyskał mandat deputowanego. W tym samym miesiącu w udzielonym wywiadzie zakwestionował istnienie Holocaustu. W wyborach parlamentarnych w czerwcu tego samego roku uzyskał parlamentarną reelekcję, a jego partia uzyskała łącznie 18 miejsc.

#### Zabójstwo Pawlosa Fissasa
17 września 2013 roku pośrednio uczestniczył w zabójstwie lewicowego rapera Pawlosa Fissasa dokonanym przez Giorgosa Roupakiasa – jednego z sympatyków Złotego Świtu. W noc zabójstwa Michaloliakos kilkukrotnie kontaktował się z członkami partii, w tym m.in. Janisem Lagosem. Po tym wydarzeniu został tymczasowo aresztowany na okres 18 miesięcy. W areszcie przebywał od września 2013 do 20 marca 2015 roku, a po wyjściu odbywał areszt domowym z możliwością uczestniczenia w obradach parlamentu.
W wyborach parlamentarnych w styczniu 2015 roku uzyskał mandat deputowanego do parlamentu, kandydując w okręgu Aten. Reelekcję uzyskał również w wyborach we wrześniu tego samego roku. Kandydował również w wyborach parlamentarnych w 2019 roku, natomiast jego partia nie przekroczyła progu wyborczego.
7 października 2020 roku Złoty Świt został uznany za organizację przestępczą, a następnie zdelegalizowany. Jednocześnie sąd zapowiedział wyroki dla 68 oskarżonych, w tym kierownictwa partii. 14 października 2020 roku Nikolaos Michaloliakos został skazany na 13 lat więzienia.